# Alexis Ajinça
Alexis Ajinça (Saint-Étienne, 6 de maio de 1988) é um ex-jogador e treinador francês de basquete profissional que atualmente é o assistente técnico do Washington Wizards da National Basketball Association (NBA).
Ele foi selecionado pelo Charlotte Bobcats como a 20º escolha geral no draft da NBA de 2008. Ele jogou sete temporadas na liga pelos Bobcats, Dallas Mavericks, Toronto Raptors e New Orleans Pelicans.

## Início da vida
Ajinça foi um promissor ciclista de BMX durante sua infância e rotineiramente venceu competições de corrida para sua faixa etária na França.
Ele começou a jogar basquete aos 12 anos porque pensou que isso o ajudaria a melhorar seus saltos de bicicleta. Ajinça desistiu do BMX quando floresceu no basquete.

## Carreira profissional

### Primeiros anos (2006–2008)
Depois de frequentar o INSEP da França, Ajinça jogou pelo Pau-Orthez durante a temporada de 2006–07. 
Ele se juntou ao Hyères-Toulon para a temporada de 2007–08 e teve médias de 5,0 pontos e 3,1 rebotes.

### Charlotte Bobcats (2008–2010)
Ajinça foi selecionado pelo Charlotte Bobcats como a 20ª escolha geral no draft da NBA de 2008. Os Bobcats queriam selecionar um pivô depois de selecionar o armador D. J. Augustin no início do draft e acreditava que Ajinça possuía o maior potencial de jogadores disponíveis.
Durante sua temporada de estreia, ele passou um tempo com o Sioux Falls Skyforce da G-League. Durante sua segunda temporada com Charlotte, ele passou um tempo com o Maine Red Claws.

### Dallas Mavericks (2010–2011)
Em 13 de julho de 2010, Ajinça foi negociado, junto com Tyson Chandler, para o Dallas Mavericks em troca de Erick Dampier, Eduardo Nájera e Matt Carroll.

### Toronto Raptors (2011)
Em 24 de janeiro de 2011, Ajinça foi negociado, junto com uma futura escolha de segunda rodada do draft e considerações em dinheiro, para o Toronto Raptors em troca dos direitos de draft de Georgios Printezis.

### Retorno à França (2011–2013)
Em 2 de novembro de 2011, Ajinça se juntou ao Paris-Levallois para um teste de uma semana. Ele deixou o time em 8 de novembro e se juntou ao Hyères-Toulon dois dias depois. Ele jogou em apenas dois jogos com o Hyères-Toulon antes de sair do time.
Depois de não conseguir retornar à NBA após a conclusão do lockout da NBA, Ajinça retornou à França e assinou com o SIG Strasbourg em 29 de dezembro de 2011. Em 13 de agosto de 2012, ele renovou com o Strasbourg para a temporada de 2012–13. Em 6 de agosto de 2013, ele renovou com Strasbourg para a temporada de 2013–14. Em 18 de dezembro de 2013, ele deixou Strasbourg para retornar à NBA.

### New Orleans Pelicans (2013–2018)
Em 20 de dezembro de 2013, Ajinça assinou um contrato de 2 anos e US$1.6 milhões com o New Orleans Pelicans. Em 9 de julho de 2015, ele renovou com os Pelicans em outro contrato de 2 anos e US$1.6 milhões. Em 8 de abril de 2016, ele registrou com 28 pontos e 15 rebotes, recordes de carreira, em uma vitória de 110–102 sobre o Los Angeles Lakers.
Em 7 de dezembro de 2017, depois de perder toda a temporada de 2017–18 até aquele momento, Ajinça foi descartado para o resto da temporada após passar por uma cirurgia no tendão patelar direito.
Em 15 de outubro de 2018, Ajinça foi negociado com o Los Angeles Clippers em troca de Wesley Johnson. Ele foi dispensado pelos Clippers imediatamente após ser adquirido.

### ASVEL (2018–2019)
Em 28 de dezembro de 2018, Ajinça retornou à França e assinou com o ASVEL Basket.

## Carreira de treinador
Em 13 de outubro de 2023, Ajinça foi contratado como assistente técnico pelo Capital City Go-Go da G-League. Em 10 de julho de 2024, Ajinça se tornou assistente técnico do Washington Wizards.

## Carreira na seleção
Em setembro de 2013, Ajinça representou a Seleção Francesa no EuroBasket de 2013 na Eslovênia. Ele teve médias de 9,1 pontos e 7,0 rebotes quando a França foi campeã do torneio.

## Estatísticas da carreira

### NBA

#### Temporada regular
| Ano      | Equipe      | PJ  | PT | MPJ  | AP   | 3P   | LL   | RT  | AS | BR | TO | PPJ |
| -------- | ----------- | --- | -- | ---- | ---- | ---- | ---- | --- | -- | -- | -- | --- |
| 2008–09  | Charlotte   | 31  | 4  | 5.9  | .362 | .000 | .714 | 1.0 | .1 | .2 | .2 | 2.3 |
| 2009–10  | Charlotte   | 6   | 0  | 5.0  | .500 | .000 | .000 | .7  | .0 | .2 | .2 | 1.7 |
| 2010–11  | Dallas      | 10  | 2  | 7.5  | .375 | .429 | .667 | 1.7 | .2 | .3 | .5 | 2.9 |
| 2010–11  | Toronto     | 24  | 0  | 11.0 | .465 | .333 | .733 | 2.5 | .3 | .3 | .6 | 4.8 |
| 2013–14  | New Orleans | 56  | 30 | 17.0 | .544 | .000 | .836 | 4.9 | .7 | .4 | .8 | 5.9 |
| 2014–15  | New Orleans | 68  | 8  | 14.1 | .550 | .000 | .818 | 4.6 | .7 | .3 | .8 | 6.5 |
| 2015–16  | New Orleans | 59  | 17 | 14.6 | .476 | .000 | .839 | 4.6 | .5 | .3 | .6 | 6.0 |
| 2016–17  | New Orleans | 39  | 15 | 15.0 | .500 | .000 | .725 | 4.5 | .3 | .5 | .6 | 5.3 |
| Carreira | Carreira    | 293 | 76 | 11.2 | .471 | .095 | .666 | 3.0 | .3 | .3 | .5 | 4.4 |

#### Playoffs
| Ano  | Equipe      | PJ | PT | MPJ | AP    | 3P   | LL   | RT | AS | BR | TO | PPJ |
| ---- | ----------- | -- | -- | --- | ----- | ---- | ---- | -- | -- | -- | -- | --- |
| 2015 | New Orleans | 3  | 0  | 3.3 | 1.000 | .000 | .000 | .3 | .3 | .3 | .0 | 2.7 |

### EuroLeague
| Ano      | Equipe         | PJ | PT | MPJ  | AP   | 3P   | LL   | RT  | AS  | BR | TO | PPJ  |
| -------- | -------------- | -- | -- | ---- | ---- | ---- | ---- | --- | --- | -- | -- | ---- |
| 2006–07  | Pau-Orthez     | 2  | 0  | 4.2  | .000 | .000 | .000 | 1.5 | .0  | .0 | .0 | .0   |
| 2013–14  | SIG Strasbourg | 9  | 9  | 25.5 | .553 | .000 | .757 | 5.4 | 1.7 | .9 | .9 | 17.1 |
| Carreira | Carreira       | 11 | 9  | 14.8 | .276 | .000 | .378 | 3.4 | .8  | .4 | .4 | 8.5  |